# ヒトラーのキンタマ
「ヒトラーのキンタマ」（Hitler has only got one ball、「ヒトラーにはひとつしかキンタマがない」）は、ケネス・アルフォードの『ボギー大佐』に歌詞を付けた替え歌である。
第二次世界大戦中のイギリス軍兵士の間で広まった。歌詞はナチス・ドイツ総統アドルフ・ヒトラーを罵倒する四行詞であるが、さまざまなバリエーションがある。

## 起源

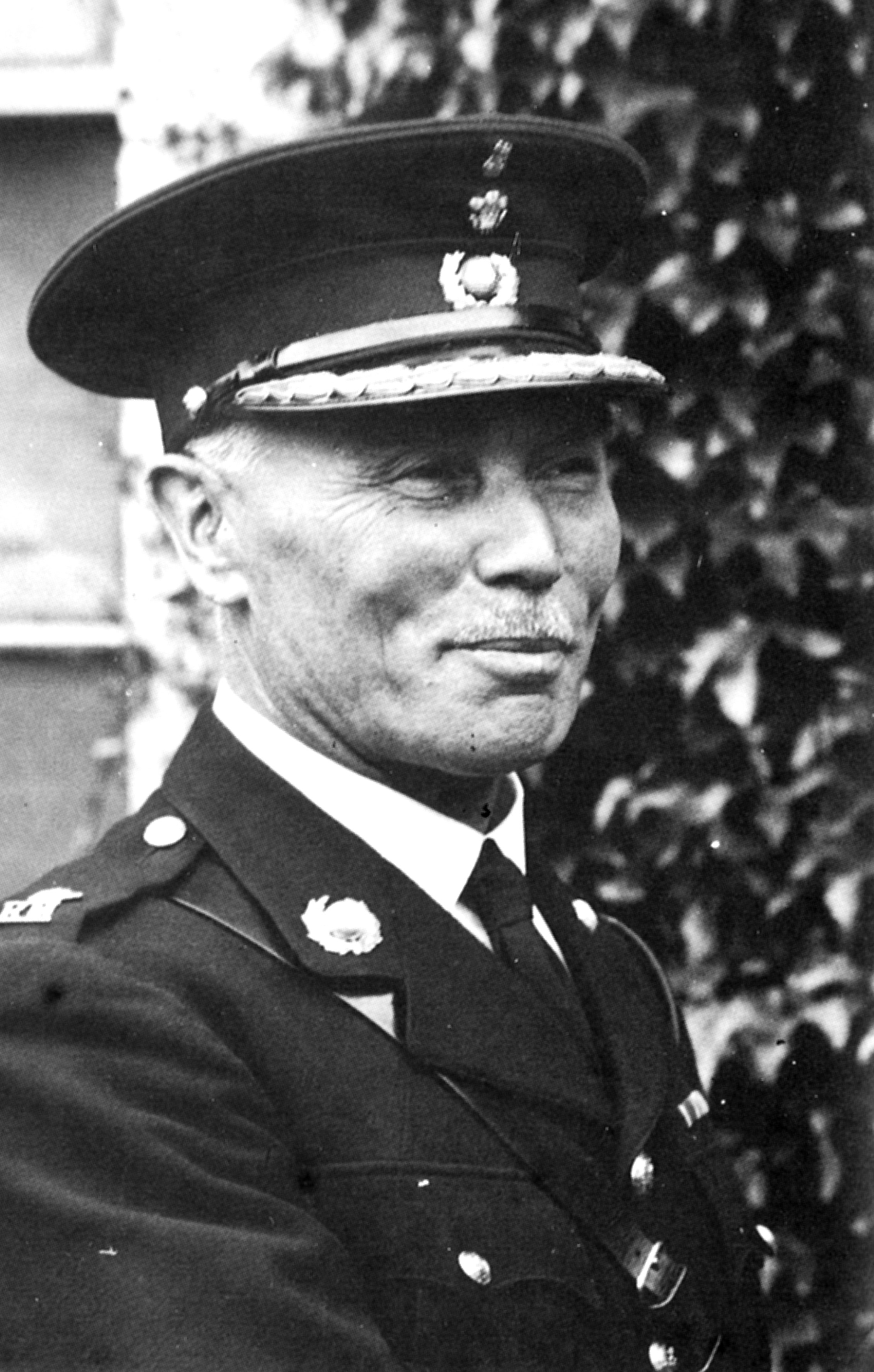
『ボギー大佐』の作曲者ケネス・アルフォード（1944年）

アイルランド系イングランド人の情報筋にして広告業のドノー・オブライエンの自伝『Fringe Benefits』によると、この歌の起源はドノーの父でやはり広告代理店業であったトビー・オブライエンが、1939年8月にイギリスのプロパガンダとして書いたものとしている。
この主張するところによると、オリジナル版は「ゲーリングのキンタマは1つだけ」という行で始まり、ヒトラーは小さいのを2つ持っていたと続く。ほとんど全ての後の版では、これは逆になっている。
全ての版でヒムラーは「sim'lar（似たようなもの）」という韻を踏んだ歌詞が共通している。オリジナルとその後の一部の版では、最後の行はゲッベルスは「no balls（タマ無し）」という巧みな言葉遊びで終わっている。これらのバリエーションは、オブライエンの版が非常に早い時期のものであるという説を強力に支持する。
オブライエンの主張は確証されていないが、より知名度が高い「ヒトラーのキンタマはひとつだけ」で始まる歌詞の作者も特定されていない。この歌詞または音楽に著作権を主張する試みも知られていない。

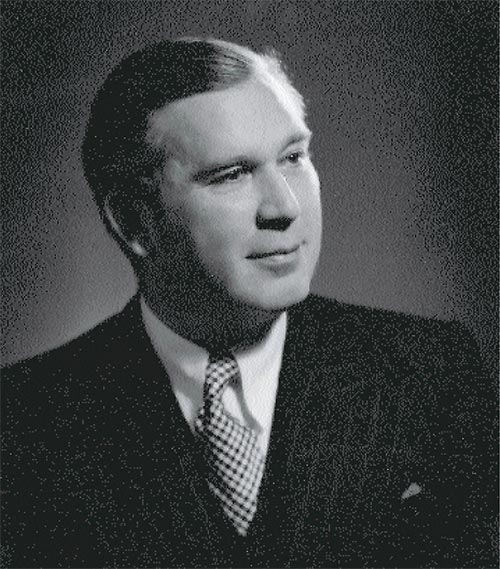
作詞者説のあるトビー・オブライエン

### 歌詞に登場する人物

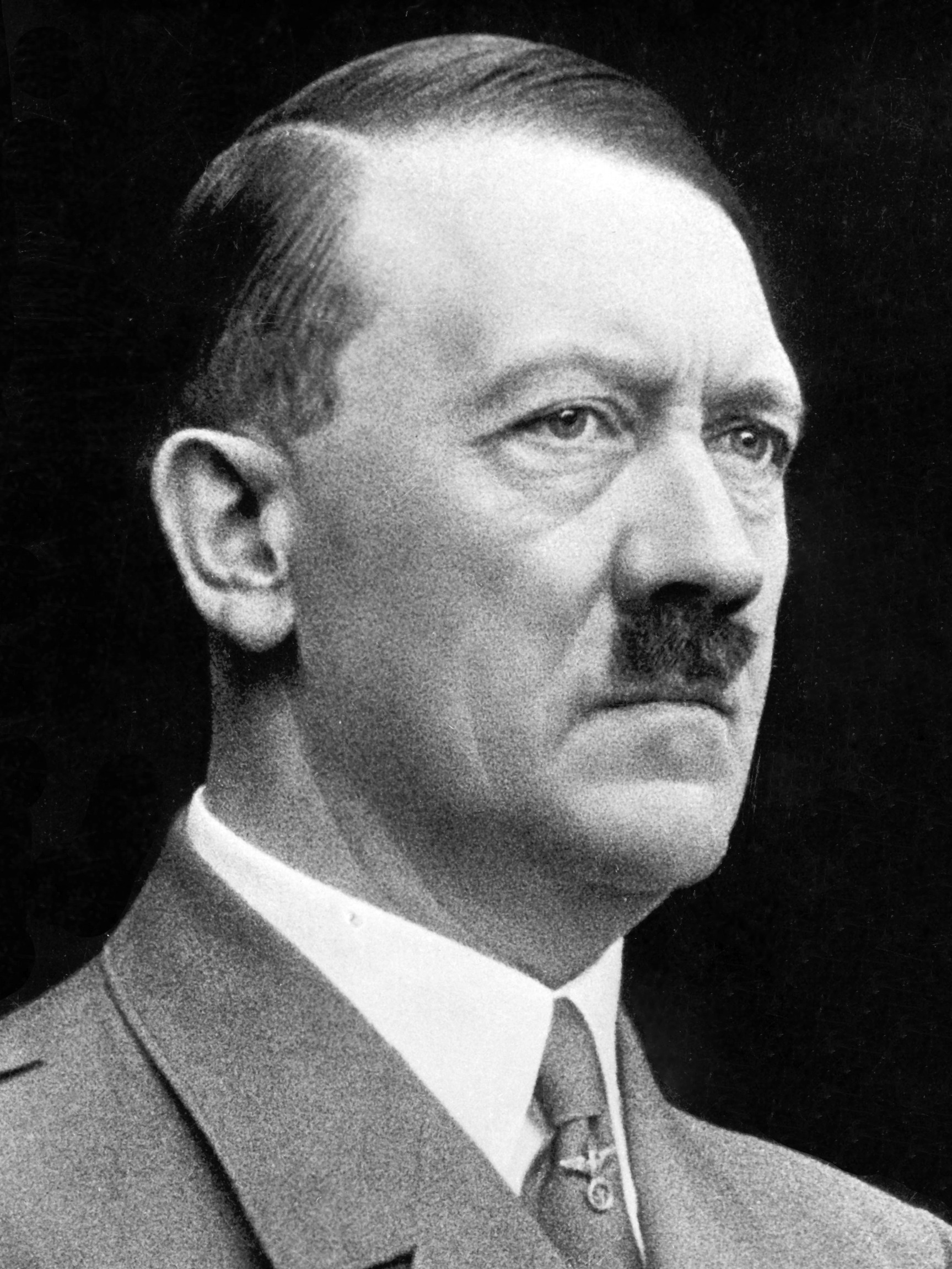
アドルフ・ヒトラー

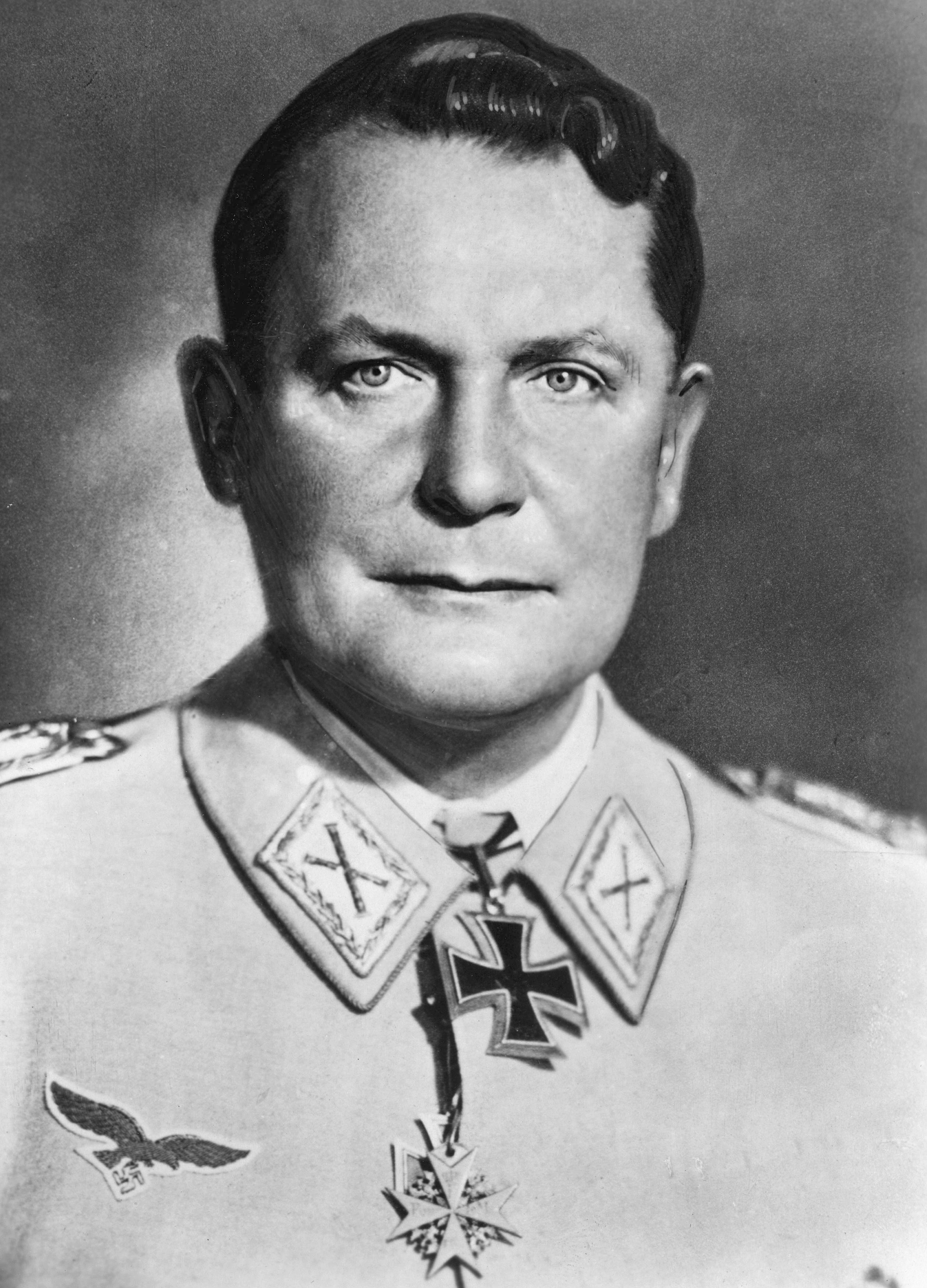
ヘルマン・ゲーリング

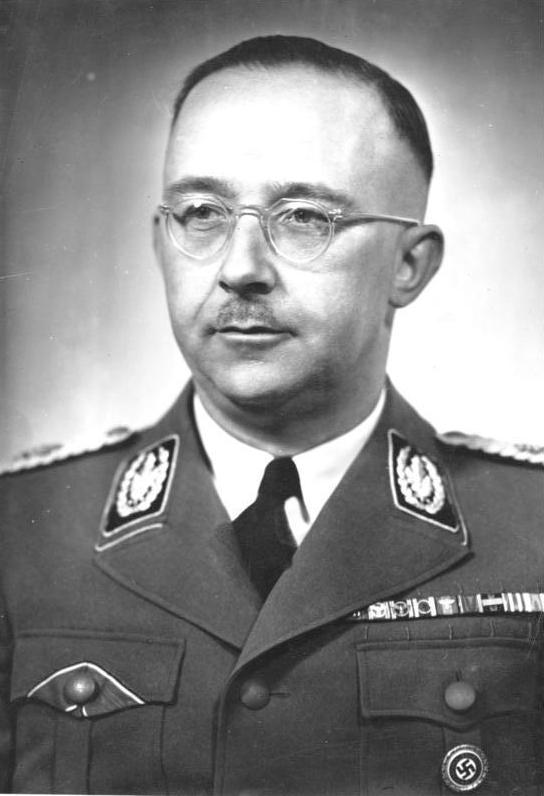
ハインリヒ・ヒムラー

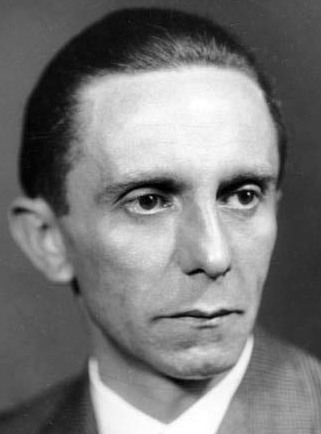
ヨーゼフ・ゲッベルス

## 歌詞
どの版も『ボギー大佐』の曲に乗せて歌う。

### トビー・オブライエンのオリジナルとされる版
Göring has only got one ball
Hitler's [are] so very small 
Himmler's so very similar 
And Goebbels has no balls at all! 
ゲーリングのキンタマは1つだけ
ヒトラーのはすごく小さい
ヒムラーのもほとんど同じ
そしてゲッベルスはタマが無い

### バリエーション

#### バリエーション1 （最もよく知られたもの）
Hitler has only got one ball, 
Göring has two but very small, 
Himmler is rather sim'lar, 
But poor old Goebbels, has no balls, at all. 
ヒトラーのキンタマは1つだけ
ゲーリングのは2つあるがすごく小さい
ヒムラーのもだいたい同じ
哀れなゲッベルスにはタマが無い
（1行目はone left ball, one brass ball, one big ballになっているものもある。「V」に登場したのはほぼこの版と同じ）

#### バリエーション2 （2番目に追加されたよく知られたもの）
Hitler has only got one ball,

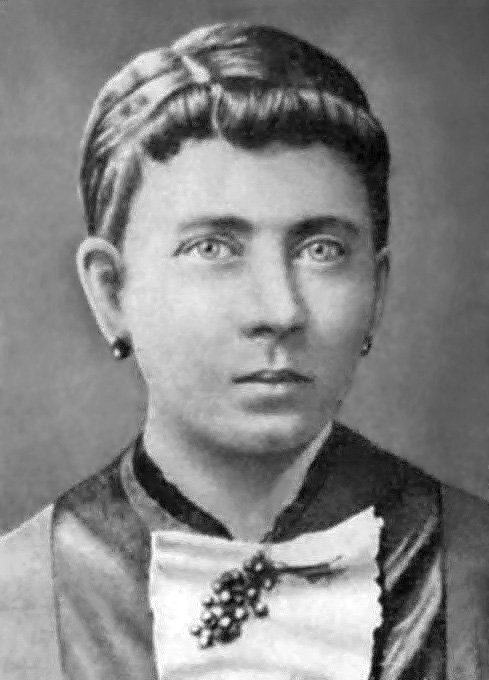
ヒトラーの母クララ

The other is in the Albert Hall,
His mother, the dirty bugger,
Chopped it off when Hitler was small.
She threw it into the apple tree,
the wind blew it into the deep blue sea,
Where the fishes got out their dishes,
And ate scallops and bollocks for tea.
ヒトラーは金玉が1つしか無い
もう1つはアルバート・ホールにある
彼のお袋は汚い盗賊で
ヒトラーが幼いときにそれを切り落とした
彼女はそれをリンゴの木に投げ込み
風がそれを真っ青な海に吹き飛ばし
そこで魚たちは皿を取り出し
ホタテ貝やキンタマを食べた

#### バリエーション3 （3番目に追加されたあまり知られていないもの）
グエルフ・ハンバー大学の民俗学教授であるグレッグ・ケリーによって、あまり知られていないバリエーションがあると発表された。以下がその文章である。
Rommel has four or five, I guess,

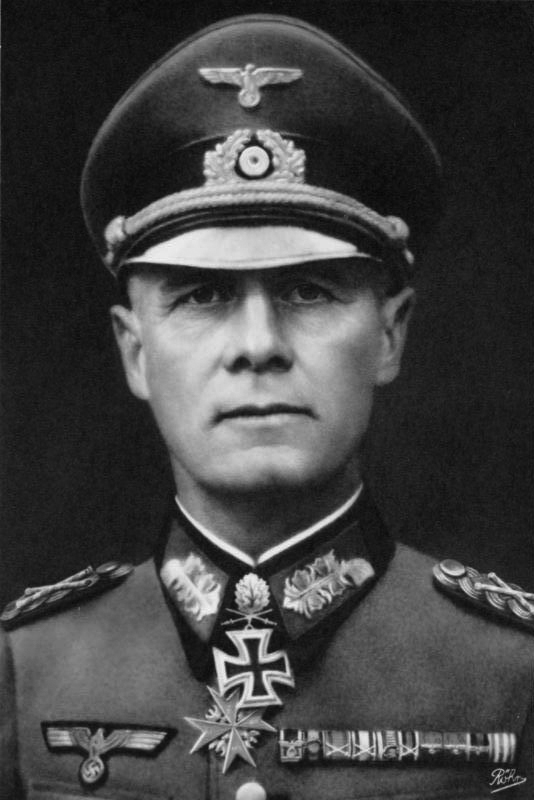
ロンメル

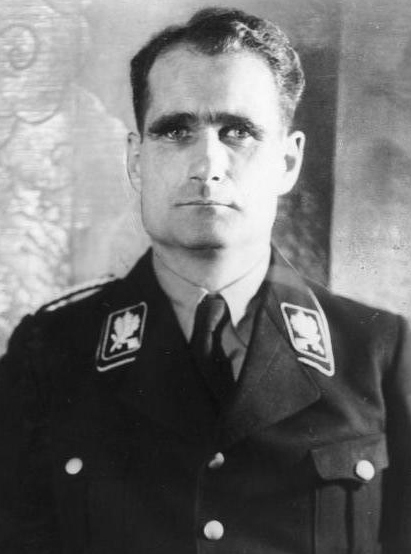
ルドルフ・ヘス

No one's quite sure 'bout Rudolf Hess,
Schmeling's always yelling,
But poor old Goebbels has no balls at all.
ロンメルには4つか5つあるだろう
ルドルフ・ヘスについては誰もよく分からない
シュメリングはいつも叫んでいるが
哀れなゲッベルスにはタマがない

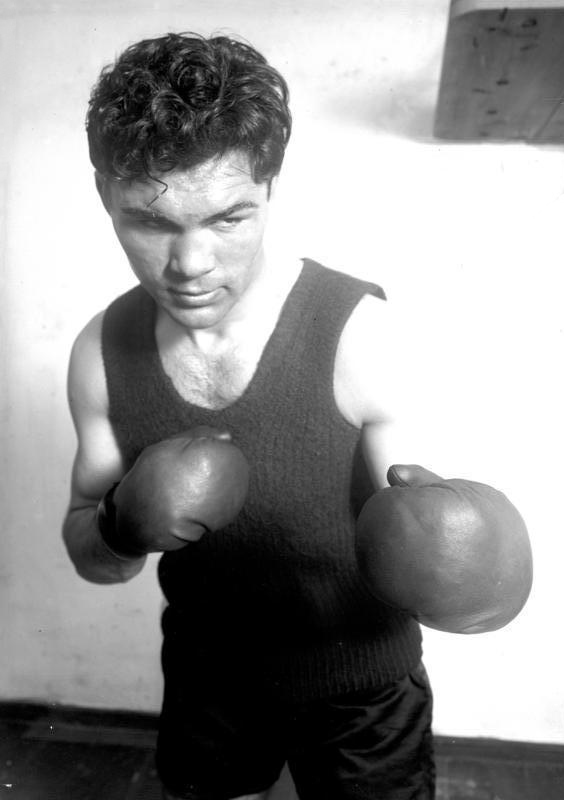
シュメリング

3行目では、ドイツ人ボクサーのシュメリングが1938年にアフリカ系アメリカ人のボクサー、ジョー・ルイスに敗れ、ルイスが決定的なパンチを当てたとき甲高い「叫び声」を上げたことを書いている。この「叫び声」は、ナチズムに対するアメリカの勝利の象徴となった。

## 諸メディアにおけるヒトラーのキンタマ
この歌は諸メディアで頻繁に現れている。

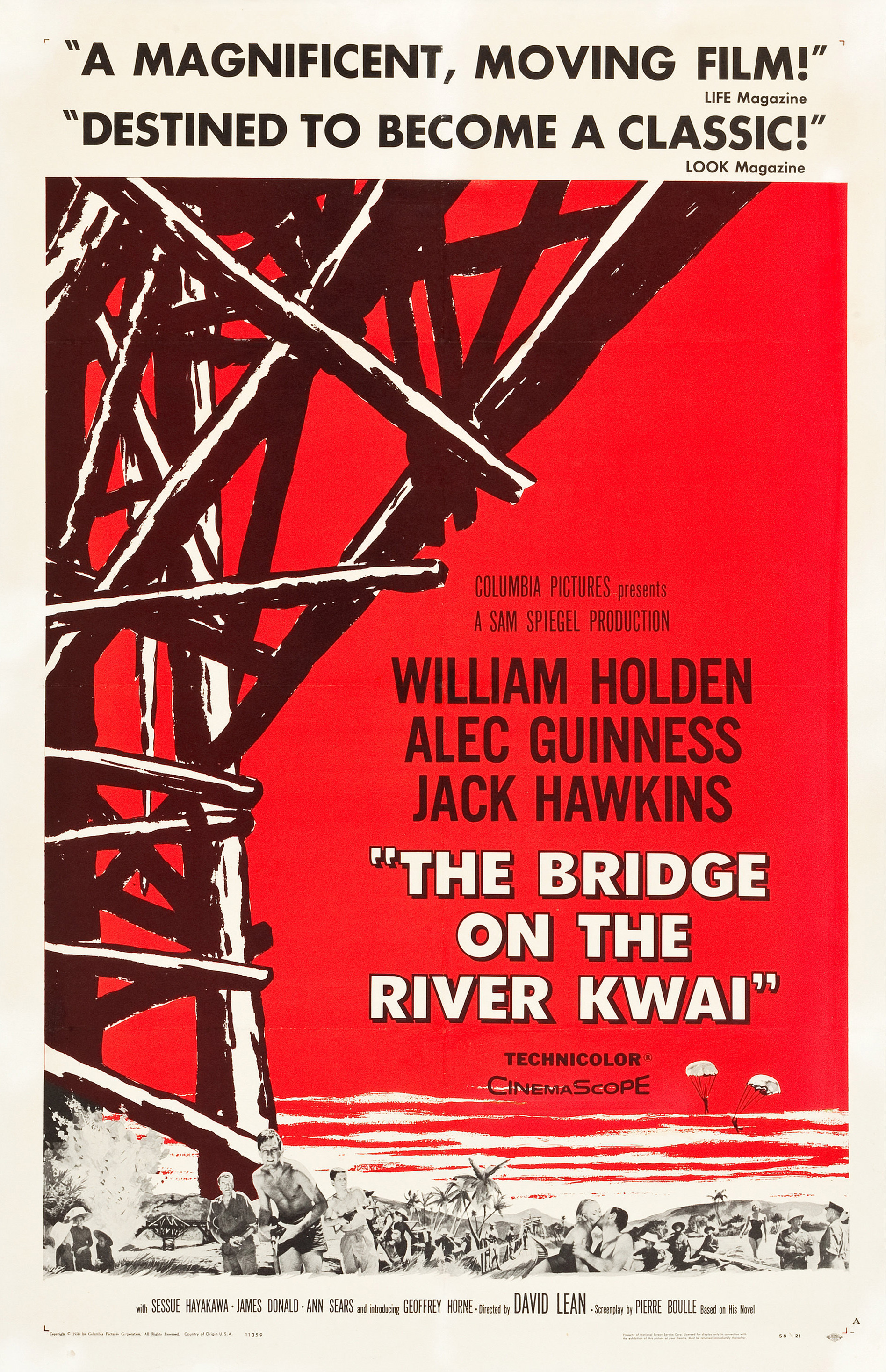
『戦場にかける橋』の劇場公開ポスター

- 『戦場にかける橋』の劇場公開ポスター1957年の映画『戦場にかける橋』中の有名な『ボギー大佐』のカットではこの歌詞は登場していない。あまりに下品であると考えられたためである。しかし、連合軍の捕虜が歌っているのが『ヒトラーのキンタマ』であることは映画を見たイギリス人なら歌がなくても察することができるのである。
- 「It Ain't Half Hot Mum」と「Goodnight Sweetheart」の中では、この歌詞そのものは出てこないが明らかにそれをほのめかしている。前者では特務曹長がバンドが最後のコンサートを終えたことを嘆いて『ボギー大佐』の曲をハミングし、「歌詞がどんなだかは誰だって知っとる!」と言う。

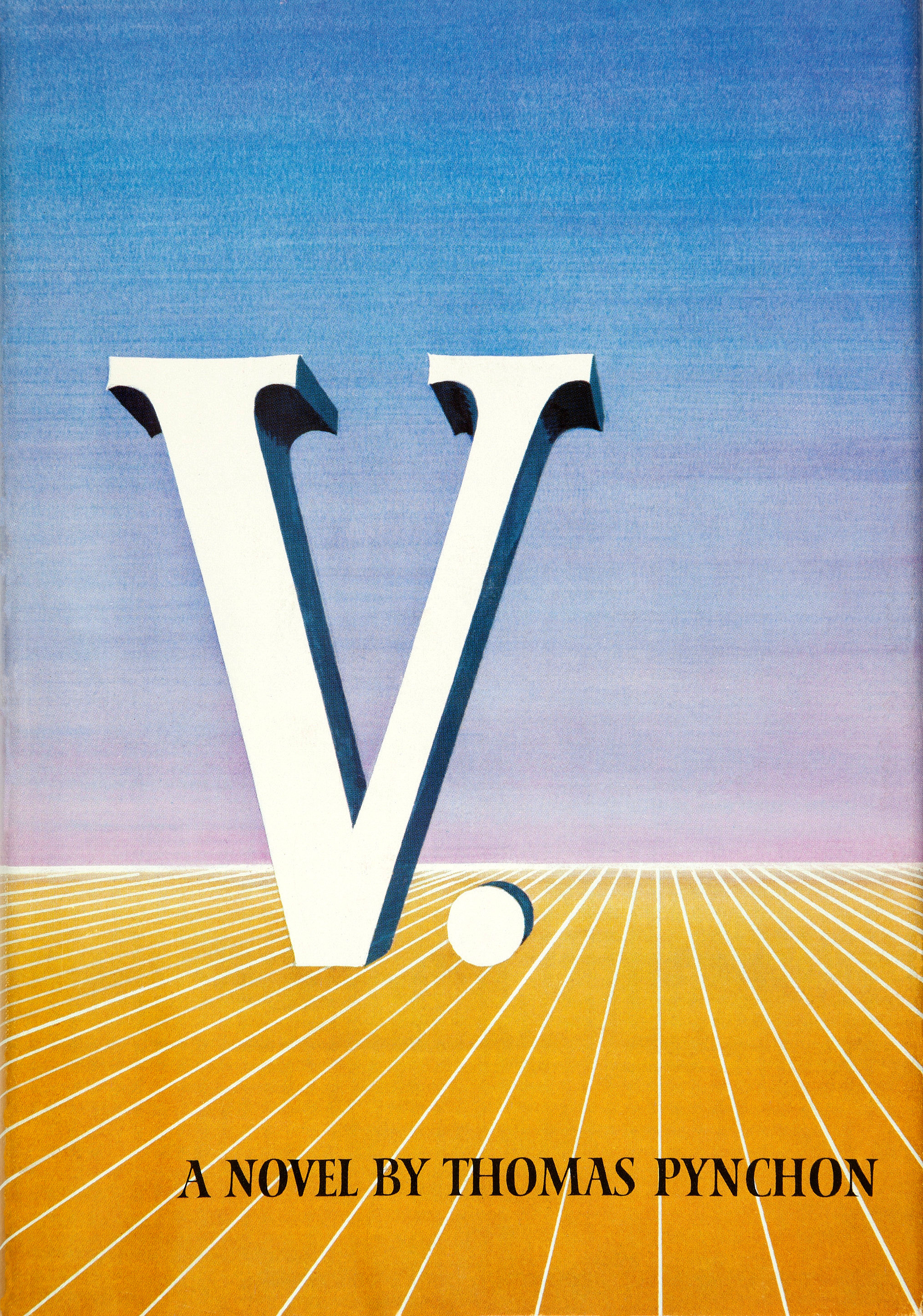
『V.』の初版表紙

- 『V.』の初版表紙トマス・ピンチョンは彼の小説『V.』で歌詞を引用し、マルタのイギリス軍砲兵に歌わせている。
- ベット・ミドラーは彼女のコンサートフィルム『Divine Madness』で、この歌詞を歌っている。
- イギリスのテレビのシチュエーション・コメディ『Allo Allo!』でこの歌詞が登場した。
- 1995年5月26日付の『朝日新聞』朝刊のコラム「天声人語」で、この替え歌の歌詞が言及されている。
- チェコ映画『ダーク・ブルー』（2001年）に登場。
- アメリカの小説家ジョン・ノウルの小説『A Separate Peace』を映画化した1972年の映画で歌われた（小説中ではこの歌は登場しない。映画中の曲も『ボギー大佐』ではない）。
- 2000年、Vertigoのミニシリーズ『Adventures in the Rifle Brigade』で登場。後続のミニシリーズ『Operation Bollock』では失われた睾丸が物語の中心的なプロットデバイスになっている[3]。
- 2003年、イギリスのビール・スピットファイアの広告「ボトル・オブ・ブリテン」で登場。第三帝国の制服に身を包んだヒトラーの写真に「Spot the ball （タマを探せ）」というキャプションが添えられていた。この広告は、印刷メディアの「Spot the ball」コンペティション（ボールだけ修正で消してあるサッカーの試合のある瞬間の写真を読者に見せて、ボールのある位置を当てさせる企画）と掛けている。
- BBCテレビのコメディー番組『Alas Smith and Jones』中のある回でメル・スミスとグリフ・ライズ・ジョーンズが戦争の頃を回想し、その時代の歌を歌う。スミスは「White Cliffs of Dover」や「We'll Meet Again」感傷的に歌うが、ジョーンズが「ヒットラーのキ……」と歌い始めたときにそれを止める。
- BBCテレビのコメディー番組『Two Point Four Children』では（バーバラ・ロットが演じる）おばあさんが友人との会話の中でゲッベルスに言及し、「タマが無かったんですって?」と質問する。
- BBCテレビのシチュエーション・コメディ『The New Statesman』の登場人物が冷凍保存されたヒトラーの性器を目撃したとき、「しかし1つしかないじゃないか!」と驚いて叫ぶ。
- Amazon Prime のドラマ『高い城の男』、シーズン4、エピソード8で、レジスタンスがピアノを弾きながらこの歌を歌い、ダンスをする場面がある。

## ヒトラーの睾丸は本当に一つだけだったのか?

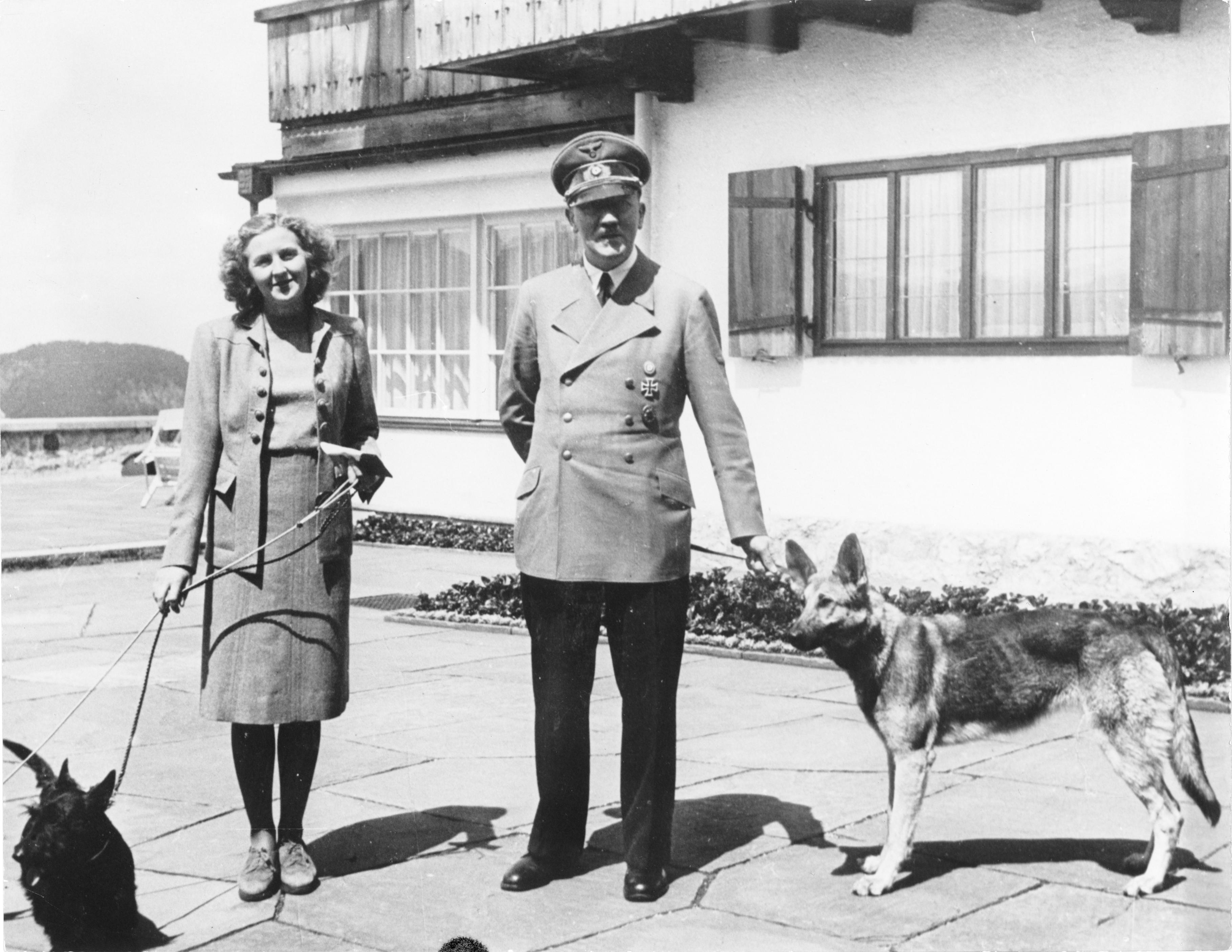
ヒトラーと愛人のエーファ・ブラウン

戦後すぐに行われたとされるソ連によるヒトラーの死体解剖によると、ヒトラーは単睾丸であったと主張している。しかし大部分の歴史家はこの言及をプロパガンダとして退けている。この解剖は1970年頃になって初めて公開されたものである。しかしその一方、記録によるとヒトラーは1916年にソンムの戦いで負傷しており、一部の情報源では彼の負傷は鼠蹊部だったとしている。第一次世界大戦中のヒトラーの中隊長は、性病検査のときにヒトラーには睾丸が1つしかないことが見つかったと言っている。ロバート・G・L・ウェイトは著書『The Psychopathic God: Adolf Hitler』（1978年）でこの証拠の正確さを認めている。
子供時代以降のヒトラーの心理的成長にとって相当に重要な問題であるから、ここで一旦本題を措いて、総統の睾丸問題について考察しよう。ここで、イギリス歩兵はボギー大佐の一行目について全く正鵠を得ていたと断言できるが、最後の行については明らかに間違っている。すなわち、ゲッベルスの6人の子供が養子か代理母か、考えたくも無い「Gott mit uns」型の神の仲裁でもない限りである。
赤軍の病理学者によるヒトラーの死体解剖は明瞭な結果を得た。
左の睾丸は陰嚢、鼠蹊部の精索、小骨盤腔のいずれの中にも発見できなかった。
この問題について、1970年代初期のイギリスの雑誌『ニュー・ステーツマン』の投書欄で数週間に渡り議論が行われたことがあるが、すべての投書がソ連の解剖を本当だと受け止めていた。ある者は、イギリスの情報部がヒトラーが単睾丸だったことを発見し、彼を一層怒らせるために歌にしたのではないかと主張した。また、それはただの偶然の一致だという者もおり、さらにナポレオンについても同様の歌があったと主張する者すらいる。英語話者は、「ゲッベルス（Goebbels）」を正しく発音できず、「ゴーボールズ」のように発音するため、これが訛って「ノーボールズ（no balls、タマなし）」の着想を呼んだのだと言うものもいる。この一連の投書は、不法入国者が拘留されているとされる状況についての問題提起と、ヒトラーの睾丸より重要な問題があるという指摘の投書により、終息した。
不幸にして、ソ連のヒトラー解剖は真実と取ることはできない。なぜなら、ヒトラーの自殺後、死体は完全に焼却されており、医師が分析できないほどわずかしか残っていなかった。いわんや、さような小さな部位に言及できる可能性がないのである。
2008年、ミュンヘンの公記録保管所からヒトラーの検診の記録が発見された。1923年11月9日のミュンヘン一揆の後、逮捕されて送られたランツベルク刑務所でのもので、まったく健康と記録されている。
これが本当であれば、第一次世界大戦で負傷したという噂は退けられる。現在では、右の潜在精巣であったというのが定説になっている。